# AIG Japan Open Tennis Championships 2004
Die AIG Japan Open Tennis Championships 2004 waren ein Tennisturnier der WTA Tour 2004 für Damen und ein Tennisturnier der ATP Tour 2004 für Herren in Tokio, welche zeitgleich vom 4. bis zum 10. Oktober stattfanden.